# Gra w krokieta
Gra w krokieta – impresjonistyczny obraz olejny polskiego malarza Leona Wyczółkowskiego z 1895 roku, znajdujący się w Galerii Sztuki Dawnej w Muzeum Pałac Herbsta, będącego oddziałem Muzeum Sztuki w Łodzi.

## Opis
Na obrazie znajdują się trzy kobiety grające w krokieta, to jest grę ogrodową polegającą na uderzaniu młotkiem w drewniane kule, celem przetoczenia ich przez druciane bramki. Scena z obrazu ma miejsce latem, w upalne popołudnie. Od lewej strony na postacie pada jaskrawe światło, kładące się szerokimi refleksami, tworząc poświaty wokół kobiet i niwelując ich kontury. Wyczółkowski próbował uchwycić jednocześnie ruch kobiet, zwielokrotniając zarysy postaci. Obraz został namalowany szerokimi oraz miejscami płaskimi barwnymi plamami.
Istnieją trzy studia olejne obrazu – dwa powstałe w 1892 roku, znajdujące się w Muzeum Narodowym w Krakowie oraz jedno powstałe w latach 1892–1895, znajdujące się w Muzeum Narodowym w Warszawie. Ponadto Muzeum Narodowe w Krakowie posiada w zbiorach mniejszą wersję obrazu (90 × 77 cm). Obraz przez Wyczółkowskiego nie był wystawiany – został od razu sprzedany osobie prywatnej, w przeciwieństwie do jego mniejszej wersji z muzeum w Krakowie, prezentowanej w 1895 roku w salonie sztuki Aleksandra Krywulta.

## Galeria

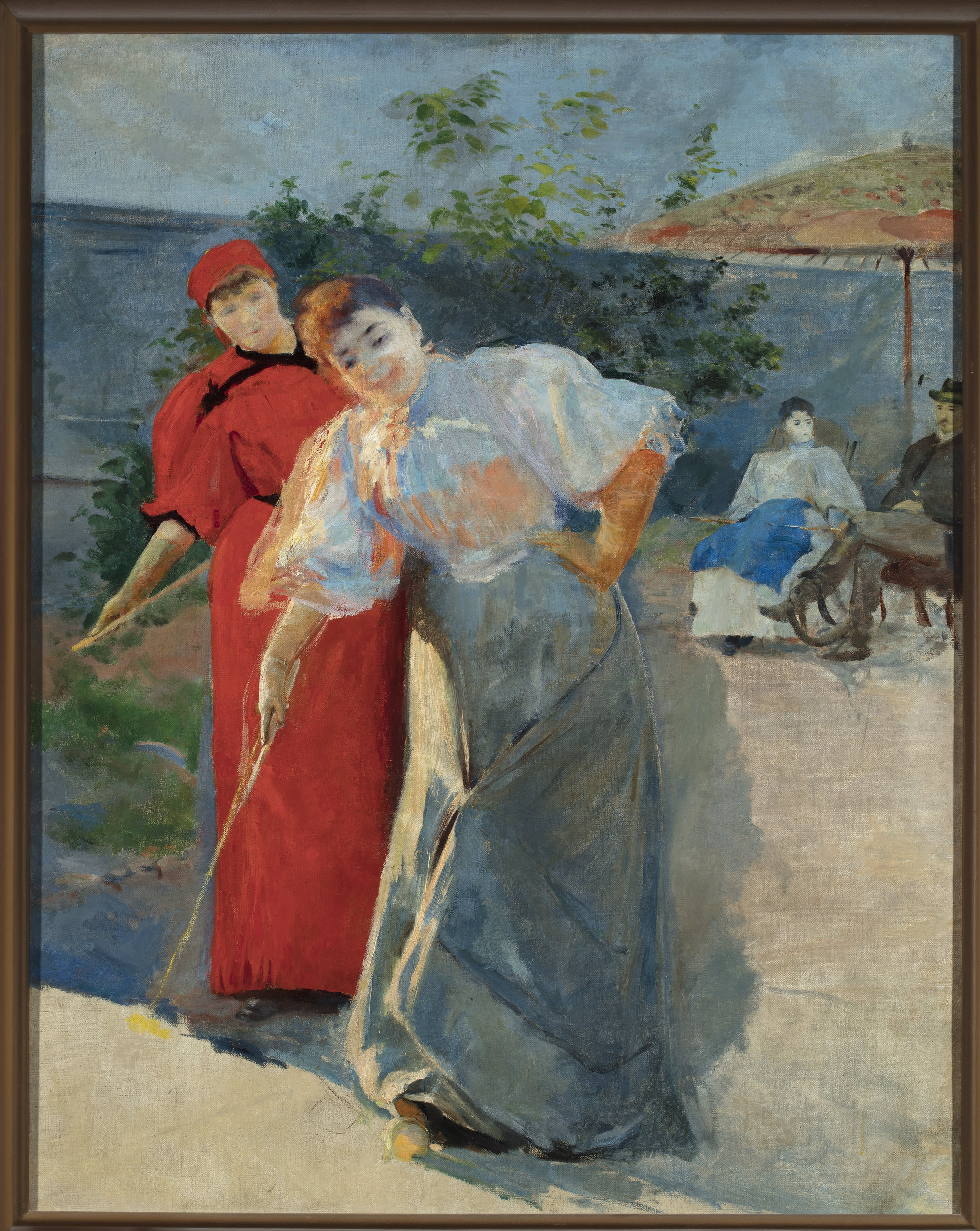
Gra w krokieta, 1892-1895, Muzeum Narodowe w Warszawie
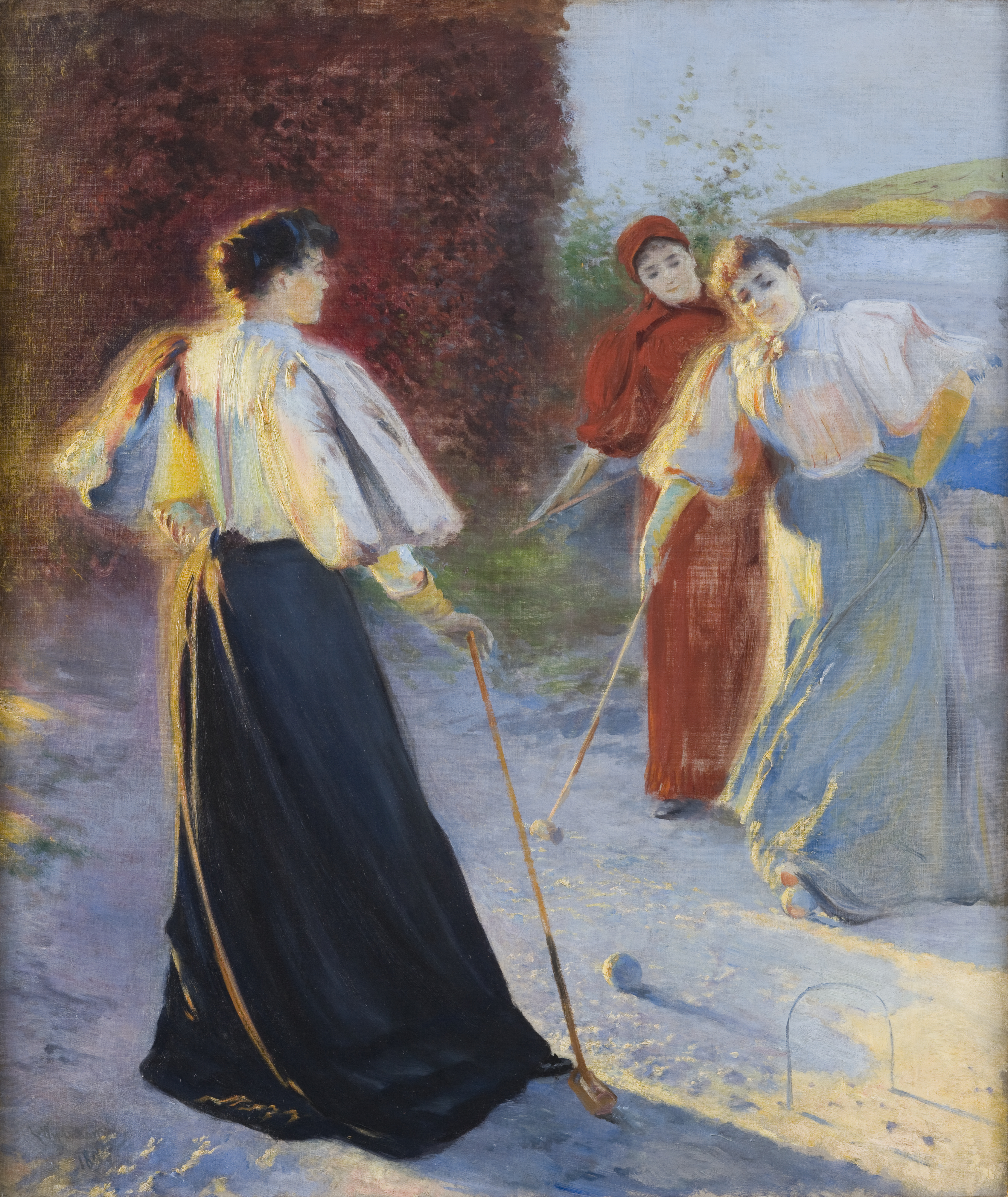
Gra w krokieta, 1895, Muzeum Narodowe w Krakowie